# Sébékoro
Sébékoro è un comune rurale del Mali facente parte del circondario di Kita, nella regione di Kayes.
Il comune è composto da 16 nuclei abitati:
- Badinko
- Ballamboudou
- Banconi
- Bangassi
- Djeguila
- Farala
- Kokolon
- Kounsala
- Lebada
- M'Gamou
- Maréna
- Sangarebougou
- Sebekoro
- Sorotabougou
- Sounty
- Trofladji